# Dhiban
Dhiban (auch Diban; arabisch ذيبان, DMG Ḏībān) ist eine Stadt in Jordanien. Sie liegt in der Gegend des biblischen Moab, etwa fünf Kilometer nördlich des Flusses Arnon und rund 20 Kilometer östlich des Toten Meeres. Dhiban ist bekannt als Fundort der Mescha-Stele.
Die Stadt wird bereits im Alten Testament erwähnt, unter den Namen Dibon (4 Mos 21,30 ) und Dibon-gad (4 Mos 3,45 ). Sie soll von Gad und Dibon erbaut worden sein (Jes 15,9 ). Nach der Mescha-Stele war Dhiban im 9. Jh. v. Chr. vermutlich Hauptstadt des Reiches Moab.